# Reliktmorfem
Et reliktmorfem (restmorfem eller tyttebærmorfem) er et sprogligt element der forekommer i et sammensat ord eller afledninger og som ikke længere kan identificeres med et selvstændigt kendt morfem.
Reliktmorfemer kan spores historisk.
På dansk er det klassiske eksempel tytte i ordet tyttebær:
Ordet tytte kan findes  som et selvstændigt opslag i ordbøger over ældre dansk, så som Ordbog over det danske Sprog,
mens det ikke findes i moderne ordbøger, så som Den Danske Ordbog.
For de danske sammensætninger  bomuld og stenbider findes bom- og -bider ikke som selvstændige ord.
Gynde og fale er eksempler på reliktmorfemer i de danske udsagnsord og afledninger begynde og befale.
Fænomenet forekommer også i andre sprog.
På engelsk betegnes ord med reliktmorfemer som cranberry words efter ordet cranberry ("tranebær"), hvor cran er et reliktmorfem.